# Maršovice (Jezeřany-Maršovice)
Maršovice (německy Marschowitz) jsou vesnice, dnes součást obce Jezeřany-Maršovice v okrese Znojmo. Tvoří severozápadní část obce a zároveň jednu ze dvou jejích základních sídelních jednotek.
Na návsi se nachází kaple.

## Historie
Poprvé jsou Maršovice zmiňovány v roce 1356, kdy si vesnici, společně s několika dalšími, nechali Mareš ze Cvrčovic a Hereš z Kounic zapsat do zemských desk. O dvanáct let později se Maršovice vrátily do majetku dolnokounického kláštera, kde setrvaly až do jeho zániku ve druhé čtvrtině 16. století. Král Ferdinand I. poté prodal kounické panství Jiřímu Žabkovi z Limberka. Poté se vystřídali různé soukromí majitelé, až v roce 1688 získal vesnici od Lichtenštejnů nově vzniklý klášter pavlínů v Moravském Krumlově. Po jeho zrušení v roce 1786 připadl jeho majetek náboženskému fondu. Maršovický statek byl o tři roky později připojen k bohutickému panství a oba dvory v dalších desetiletích drželi různí majitelé. Po zrušení patrimoniální správy v roce 1848 spadaly Maršovice pod okres Moravský Krumlov. V roce 1960 byly spojeny se sousední vsí Jezeřany v jednu obec Jezeřany-Maršovice, která je od té doby součástí okresu Znojmo.

## Obyvatelstvo
| 1869 | 1880 | 1890 | 1900 | 1910 | 1921 | 1930 | 1950 | 1961 | 1970 | 1980 | 1991 | 2001 | 2011 |
| ---- | ---- | ---- | ---- | ---- | ---- | ---- | ---- | ---- | ---- | ---- | ---- | ---- | ---- |
| 339  | 386  | 412  | 419  | 490  | 498  | 497  | 378  | —    | 421  | 309  | 314  | 262  | 315  |